# JB Hi-Fi
JB Hi-Fi est un détaillant australien coté en bourse qui vend et se spécialise dans les biens de consommation. JB Hi-Fi a des emplacements en Australie et en Nouvelle-Zélande. La société (qui est cotée en bourse sur l'ASX) est basée à Melbourne, avec son siège social situé dans la tour deux du centre commercial Chadstone de Vicinity Centre.

## Sources
- (en) Cet article est partiellement ou en totalité issu de l’article de Wikipédia en anglais intitulé « JB-Hifi » (voir la liste des auteurs).